# Chupacabras (canción)
«Chupacabras» es un sencillo del grupo de hip hop chileno Tiro de Gracia. Es la segunda canción del lado b de su álbum debut Ser humano!! y el tercer sencillo de este, publicado en 1997. La cantan los tres MC de la banda, principalmente Juan Pincel y partes de Lenwa Dura y Zaturno, con acompañamiento simultáneo entre todos.
La canción es una mofa a un hombre que mató varias mujeres (prácticamente una burla y desprecio a él), por eso el nombre del ser hipotético.
En una parte de la canción, se puede escuchar decir a los integrantes: "Bow wow wow yippy yo", famosa frase del rapero estadounidense Snoop Dogg.
Al final de la canción se puede escuchar una pequeña locución, donde dos hombres hablándose dicen: "Por un momento creí que era... ¿alienígeno?" "Si...".
El video musical muestra a un hombre normal, que cambia su vestimenta y apariencia similar a la de un alienígena al ver a una mujer, persiguiéndolas de una forma rara, por ejemplo, colgándose de árboles (mofa al chupacabras), después atrapándolas.